# Sochinsogonia robonea
Sochinsogonia robonea är en insektsart som beskrevs av Young 1986. Sochinsogonia robonea ingår i släktet Sochinsogonia och familjen dvärgstritar. Inga underarter finns listade i Catalogue of Life.